# Wilcze Góry
Wilcze Góry – osada kociewska w Polsce położona w województwie pomorskim, w powiecie starogardzkim, w gminie Skarszewy. Wieś wchodzi w skład sołectwa Wolny Dwór.
W latach 1975–1998 miejscowość położona była w województwie gdańskim.